# 文芸協会
文芸協会（ぶんげいきょうかい）は、坪内逍遥、島村抱月を中心に結成された文化団体で、新劇運動の母体となった。
活動内容から、前期・後期に分けられている。

## 歴史

### 前期文芸協会
早稲田大学講師の島村抱月は1902年から1905年にかけて、欧州に留学した。その抱月の発案によって、1906年（明治39年）文芸協会が結成された。大隈重信を会頭とし、坪内は顧問的な立場で、復刊した「早稲田文学」（第二次）を機関誌にした。
当初は文学、美術、演劇などの革新を目指すとしていたが、実際には演劇が中心になった。結成の1906年、歌舞伎座で『桐一葉』（逍遥作）、翌年本郷座で『ハムレット』（逍遥訳、抜粋上演）などを試演した。しかし、実態は素人の演芸会の域を出なかったようで、400円ほどの負債を残して活動を停止した。
- 第1回大会（1906年11月、歌舞伎座）　桐一葉（逍遥）、ベニスの商人、常闇（逍遥）
- 第2回大会（1907年11月、本郷座）　大極殿（杉谷代水）、ハムレット、浦島（逍遥） - 夏目漱石『三四郎』第12章の「演芸会」のモデル。

翌1908年、小山内薫・市川左団次による自由劇場が始まった。

### 後期文芸協会

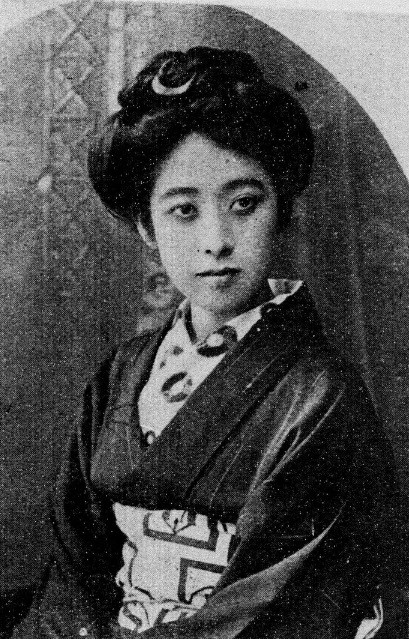
文芸協会演劇研究所2期生、林千歳

抱月らと逍遥が相談した結果、演劇を中心に再出発することになった。1909年、逍遥の自邸内に協会附属の演劇研究所を設置し、研究生を養成した。翌1910年、逍遥を会長とする演劇団体に改組した。1911年5月、演劇研究所の1期卒業生らが帝国劇場で『ハムレット』を演じ（『ハムレット』完全上演は日本初）、オフィーリア役を演じた松井須磨子が評判となった。同年11月、松井はイプセンの戯曲『人形の家』（抱月訳）のノラ役などで大当たりを取った。『人形の家』は「青鞜」（1911年創刊）とともに「新しい女」の象徴となった。
第5回公演を終えた頃、妻子ある抱月と松井須磨子の恋愛スキャンダルが発覚し、協会内が分裂の危機を迎えた。結局、抱月は辞任し、松井は退所処分となった。やがて、抱月は松井と共に芸術座を結成した。
1913年の『ジュリアス・シーザー』（逍遥訳）を最後に文芸協会は解散した。逍遥が演劇研究所の土地建物を処分して負債を整理した。

### 主な公演
- 第1回公演（1911年5月、帝国劇場）　ハムレット（シェイクスピア）、指導：坪内逍遥
- 第2回公演（1911年11月、帝国劇場）　人形の家（イプセン）、寒山拾得、お七吉三（逍遥）、ベニスの商人（シェイクスピア）、舞台監督：島村抱月・中村吉蔵、指導：坪内
- 第3回公演（1912年5月、有楽座）　故郷（ズーダーマン）、指導：島村
- 第4回公演（1912年11月、有楽座）　二十世紀（ショー）、監督：松居松葉
- 第5回公演（1913年2月、有楽座）　思い出〈アルト・ハイデルベルヒ〉（フェルスタ）、監督：松居
- 第6回公演（1913年6月、帝国劇場）　ジュリアス・シーザー（シェイクスピア）、舞台監督：松居

## 歴史的意義
文芸協会は、小山内薫や二代目市川左團次の自由劇場とともに、新劇運動の先駆的な役割を果たした。しかし小山内によると、同じ新劇運動といっても、文芸協会が「素人を役者にすること」を目指したのに対し、自由劇場は「役者を素人にすること」を目指しており、その演劇理論には大きな違いがあったという。
演劇研究所の出身者にはこのほかにも、新国劇を創設した澤田正二郎らが名を連ねている。また、中国現代演劇（話劇）の嚆矢と位置づけられている春柳社の中心人物となった李叔同や陸鏡若も文芸協会の出身である。